# Norman Dike
Norman Stauton Dike, Jr. (19 de mayo de 1918 - 23 de junio de 1985) fue un oficial que sirvió durante la Segunda Guerra Mundial con la Compañía Easy del 2.º Batallón del 506.º Regimiento de Infantería de Paracaidistas, de la 101.ª División Aerotransportada. Dike fue interpretado por el actor Peter O'Meara en la miniserie Band of Brothers, de la cadena HBO.

## Juventud
Se graduó de la Brown University, hijo de un juez de la Corte Suprema de Nueva York. Su madre fue una de las famosas judías del New York "Biddle".

## Servicio Militar
Dike fue transferido de los cuarteles generales de la División a la Compañía Easy en la primera semana de noviembre de 1944, convirtiéndose en oficial comandante. Durante el asalto en Foy, Dike ordenó a un pelotón que cargara en una misión para flanquear al enemigo por un lado del pueblo. Mientras cargaban les ordenó que se cubrieran. Sus subordinados le informaron que al hacer eso los matarían pues quedarían expuestos. Al mismo tiempo, el capitán Richard Winters, recién nombrado comandante de la Compañía y del Batallón trataba de comunicarse con él. Al no saber que hacer en esa situación, Dike se paralizó sin poder reaccionar en la batalla. Fue relevado del cargo durante la batalla por el teniente primero Ronald Speirs y reasignado como auxiliar de Maxwell Taylor.
Posteriormente Winters habla de él en su autobiografía Más allá de band of Brothers: Las memorias de guerra de Richard Winters con comentarios nada halagadores. Igualmente los comentarios de William Guarnere y Edward "Babe" Heffron no lo retratan favorablemente. Sus constantes e inexplicables ausencias, desatención hacia los hombres bajo su comando y su preferencia por permanecer en una trinchera en lugar de pelear le ganaron el apodo de "Foxhole Norman" (Norman-Trinchera) por parte de los hombres de la Compañía Easy.

## Después de la Segunda Guerra Mundial
Después de la guerra estudió y obtuvo un título en leyes por la Yale University. Dike murió en Suiza en 1985.[cita requerida]